# أرجمون كبير الأزهار
أرجمون كبير الأزهار (الاسم العلمي:Argemone grandiflora) هو نوع من النباتات يتبع جنس الأرجمون من الفصيلة الخشخاشية.